# Ricardo Belli
Ricardo José Belli, mais conhecido como Ricardo Belli (Vinhedo, 10 de setembro de 1986), é um treinador de futebol brasileiro. Atualmente comanda a Seleção Venezuelana de Futebol Feminino. 

## Carreira
Após formação acadêmica (Bacharel [ESEF] e Licenciatura [Faculdade de Vinhedo] em Educação Física e Pós Graduação em Futebol [UFV]), Ricardo Belli iniciou sua carreira no futebol em 2010, em um estágio profissional no Paulista de Jundiaí. Nesse ano, o time sob o comando do Fernando Diniz foi campeão da Copa Federação Paulista de Futebol.

### Futebol masculino
Na sequência assumiu como Treinador da equipe Sub-20 do Rio Branco Esporte Clube atuando na 1ª Divisão do Campeonato Paulista de Juniores no ano de 2013. No mesmo ano foi aprovado no Mestrado em Treino Desportivo da Universidade de Coimbra e atuou como Treinador Adjunto e Analista de Desempenho dentro do seu estágio profissional do Mestrado no clube Académica de Coimbra (2013/2014). Neste período também tirou a licença C de treinadores da UEFA.
Em 2014 assumiu como Treinador Principal e Coordenador Técnico da equipe Sub-19 (juniores) do clube Sport Lisboa e Marinha. Foi também neste ano que conseguiu seu primeiro título, Campeão Distrital de Leiria (Divisão de Honra) e foi indicado entre os três melhores treinadores da competição 2014/2015, sendo o único estrangeiro da lista. Na temporada 2015/2016 comandou o time no Campeonato Nacional de Juniores A Sub-19.
Retornou ao Brasil em 2016 e assumiu a equipe Sub-20 do Sport Clube Atibaia que disputou a Copa São Paulo de Futebol Júnior de 2017. Neste mesmo ano também atuou como treinador principal da equipe Sub-20 do Paulista Futebol Clube.
Em 2018, atuou como Auxiliar Técnico na equipe profissional do Futebol Clube Betinense que disputou o Campeonato Mineiro. No final do mesmo ano também atuou como Auxiliar Técnico na equipe profissional do Vila Nova.

### Futebol Feminino
Entre 2019 e 2021 teve sua primeira atuação no futebol feminino da Sociedade Esportiva Palmeiras sendo campeão da Copa Paulista em 2019 e 2021, vice-campeão Brasileiro em 2021 garantindo vaga na Copa Libertadores do ano seguinte. No final do ano de 2021 o treinador pediu demissão para seguir em outros projetos pessoais.
Em 2021, tirou a licença B de treinador da CBF atuou como treinador da equipe masculina Sub-20 do Ituano Futebol Clube no campeonato Paulista. Foi convidado a retornar a equipe feminina do Palmeiras para disputar a Libertadores da América no ano seguinte e em 15 de julho de 2022 assinou o retornou ao comando da equipe alviverde feminina. Conquistou a América pelo clube, com uma vitória por 4X1 sobre o Boca Juniors, da Argentina. e se sagrou campeão inédito do torneio continental, em Quito, no Equador. Ainda no mesmo ano também sagrou-se campeão do Campeonato Paulista.
Ricardo Belli é o comandante mais vitorioso do time feminino teve sua primeira passagem pelo Verdão entre 2019 e 2021, e retornou em julho deste ano. Em de novembro de 2022 alcançou a marca de 100 partidas pelo clube, somando 61 vitórias, 17 empates e 22 derrotas.
Em termos de títulos, Ricardo se isolou na primeira colocação de treinadores com mais conquistas na história do futebol feminino palmeirense. Em seguida, Marcello Frigério ocupa a segunda colocação com o triunfo do Campeonato Paulista de 2001.
Foi demitido pelo clube no dia 14 de novembro de 2023, dois dias após o Palmeiras sofrer uma goleada por 8–0 do rival Corinthians, na semifinal do Campeonato Paulista.

## Títulos
Palmeiras
- Copa Paulista: 2019 e 2021
- Copa Libertadores da América: 2022
- Campeonato Paulista: 2022